# Hellmut von Cube
Hellmut von Cube (* 31. Dezember 1907 in Stuttgart; † 29. September 1979 in München) war ein deutscher Schriftsteller und Autor von Hörspielen.

## Leben
Hellmut von Cube stammte aus dem deutsch-baltischen Adelsgeschlecht von Cube  märkischer Herkunft. Sein Vater war der bekannte Naturforscher, Arzt und Bergsteiger Felix Alexander von Cube (1876–1964). Sein älterer Bruder war der Journalist Walter von Cube (1906–1984). Er verbrachte seine Kindheit und Schulzeit am Tegernsee, in Stuttgart und in München. Von seinem Vater, so gab von Cube selbst an, erbte er die Sehnsucht nach fernen Ländern; dieses Sehnen wurde ergänzt durch die Fähigkeit, die Natur detailgenau und oft liebevoll zu betrachten. Sein Tierskizzenbüchlein, mit dem er 1935 debütierte, zeugt von dieser Beobachtungsweise. Auch im Pilzsammelsurium – einem Ratgeber für Pilzverehrer und Pilzverzehrer – kommt von Cubes Begeisterung für Belebtes zum Tragen. 
Nach einem Studium der Germanistik in Berlin und München machte Hellmut von Cube sich außerdem als Lyriker, Essayist und Feuilletonist einen Namen. Seit den 1960er Jahren war er neben James Krüss, Juliane Metzger und Jella Lepman Förderer des vom Verleger Günther Brinek gegründeten Domino Verlags, der die Anliegen des Domino Vereins zur Förderung wertvollen Jugendschrifttums e. V. umsetzen sollte.
Verheiratet war von Cube mit der Anglistin und Übersetzerin Nanette von Cube, der Tochter des Historikers Karl Brandi.

## Auszeichnungen
- 1963: Literaturpreis der Landeshauptstadt München
- 1978: Ernst-Hoferichter-Preis

## Werke
- Das Pferdchenbuch. Geschichte eines Schimmels, der davonlief und wiederkam. Karl Alber, München 1948 (Gautinger Kinderbücher)
- Bestiarium Humanum ODER Spiegelkabinett des Allzumenschlichen. Karl Alber, München 1948
- Reisen auf dem Atlas. Heimeran, München 1950.
- Das Spiegelbild. Erinnerungen an die Kindheit. List, München 1982, ISBN 3-471-77221-9.
- Tierskizzenbüchlein. Fischer, Frankfurt am Main 2007, ISBN 978-3-596-17402-7.
- Mein Leben bei den Trollen. Mit einem Vorwort von Herbert Rosendorfer. Bozen, Edition Raetia 2008, ISBN 978-88-7283-321-6.

## Nachlass
Der schriftliche Nachlass von Hellmut von Cube liegt im Literaturarchiv der Monacensia im Hildebrandhaus.